# Honey, I Shrunk the Kids (televisieserie)
Honey, I Shrunk the Kids is een Amerikaanse komische sciencefictionserie, gebaseerd op de gelijknamige film uit 1989. De serie liep van 1997 tot 2000, met een totaal van 66 afleveringen.
De serie was in Nederland een tijdje te zien op Yorkiddin'.

## Achtergrond
De serie behandelt de verdere lotgevallen van de familie Szalinski. In vrijwel elke aflevering krijgt de familie te maken met een bizarre situatie, doorgaans veroorzaakt door een mislukte uitvinding van Wayne Szalinski.
Alle personages uit de originele film worden gespeeld door andere acteurs. Adam Szalinski, de jongste zoon van de Szalinski’s die zijn debuut maakte in de film Honey, I Blew Up the Kid, doet echter niet mee in de serie. Dit kan erop duiden dat de serie zich afspeelt tussen de eerste en de tweede film, maar het kan ook zijn dat de serie zich afspeelt in een andere tijdlijn waarin de gebeurtenissen uit de twee vervolgfilms niet hebben plaatsgevonden.
De serie werd opgenomen in Calgary, in de hoofdstudio’s van Currie Barracks.

## Rolverdeling

### Hoofdpersonages
- Peter Scolari - Wayne Szalinski
- Barbara Alyn Woods - Diane Szalinski
- Hillary Tuck - Amy Szalinski
- Thomas Dekker - Nick Szalinski
- Matese - Quark (Seizoen 1)
- Rusty - Quark (Seizoen 2-3)

### Nevenpersonages
- Vanessa King - Danielle
- Bruce Jarchow - H. Gordon Jennings
- George Buza - Chief Jake McKenna
- Andrew T. Grant - Joel McKenna
- Cathy Trien - Ms. Trudi
- Hilary Alexander - Ms. Elders
- Wilson Wong - Myron
- Mark Hildreth - Jack McKenna
- Christine Willes - Mrs. Gotteramerding
- Jewel Staite - Tiara
- Miranda Frigon - Veronica
- Thierry P. Nihill - Russel
- Lorette Clow - Margaret
- David Le Reaney - Mr. Patterson
- Jesse Moss – Howard

## Afleveringen

### Seizoen 1: 1997-1998
1. Honey, I'm walking Grandma pace (9/27/1997)
2. Honey, The House Is Trying To Kill Us (10/4/1997)
3. Honey, I'm Haunted (10/11/1997)
4. Honey, We're Stuck In The 70's (10/18/1997)
5. Honey, I Shrunk The Science Dude (10/25/1997)
6. Honey, You've Got Nine Lives (11/1/1997)
7. Honey, I've Been Duped (11/8/1997)
8. Honey, They're After Me Lucky Charms (11/15/1997)
9. Honey, They Call Me The Space Cowboy (11/22/1997)
10. Honey, I Know What You're Thinking (11/29/1997)
11. Honey, You're Living In The Past (12/15/1997)
12. Honey, Hello McFly (1/17/1998)
13. Honey, Meet The Barbarians (2/7/1998)
14. Honey, You Drained My Brain (2/14/1998)
15. Honey, He's Not Abominable... He's Just Misunderstood (2/21/1998)
16. Honey, I'm In The Mood For Love (2/28/1998)
17. Honey, The Bear Is Bad News (3/28/1998)
18. From Honey, With Love (4/2/1998)
19. Honey, I'm Dreaming, But Am I? (4/23/1998)
20. Honey, The Garbage Is Taking Us Out (4/30/1998)
21. Honey, You're So Transparent (5/9/1998)
22. Honey, It's No Fun Being An Illegal Alien (5/16/1998)

### Seizoen 2: 1998-1999
1. Honey, You Look Like A Cat (9/26/1998)
2. Honey, We're on US Airways (10/3/1998)
3. Honey, We Died (10/10/1998)
4. Honey, Let's Trick Or Treat (10/24/1998)
5. Honey, I'm Rooting For The Home Team (10/31/1998)
6. Honey, We're Young At Heart (11/7/1998)
7. Honey, We're Past Tense (11/14/1998)
8. Honey, I'm Wrestling With A Problem... And The Chief (11/21/1998)
9. Honey, The Bunny Bit It (12/5/1998)
10. Honey, I've Joined The Big Top (12/12/1998)
11. Honey, I'm The Sorcerer's Apprentice (12/19/1998)
12. Honey, I'm King Of The Rocket Guys (1/30/1999)
13. Honey, The Future's Comin' Back On Me (2/6/1999)
14. Honey, It's A Miracle (2/13/1999)
15. Honey, You'll Always Be A Princess To Me (2/20/1999)
16. Honey, There's A Turkey On Our House (2/27/1999)
17. Honey, I'm Going To Teach You A Lesson (4/24/1999)
18. Honey, It's The Ghost Of Grandma (5/8/1999)
19. Honey, It's A Blunderful Life (5/15/1999)
20. Honey, I Made a Water Slide In The House(5/22/1999)
21. Honey, I'm Clowning Around (5/29/1999)
22. Honey, I'll Be Right With You (6/12/1999)

### Seizoen 3: 1999-2000
1. Honey, Shoo That Outside (9/25/1999)
2. Honey, It's A Billion Dollar Brain (10/2/1999)
3. Honey, It Takes Two To Mambo (10/9/1999)
4. Honey, We're On TV (10/16/1999)
5. Honey, It's Gloom And Doom (10/23/1999)
6. Honey, I'm Kung Fu Fighting (11/6/1999)
7. Honey, I'm Not Up To Par (11/13/1999)
8. Honey, It's One Small Step For Mankind (11/20/1999)
9. Honey, You're Driving Me Like Crazy (11/27/1999)
10. Honey, The Play's The Thingie (12/18/1999)
11. Honey, He Ain't Rude, He's My Brother (1/8/2000)
12. Honey, You Won't Believe What Happens Next (1/15/2000)
13. Honey, Situation Normal, All Szalinski'd Up (1/22/2000)
14. Honey, It's The Fixer-Uppers (1/29/2000)
15. Honey, I'm On The Lam (2/5/2000)
16. Honey, I'm The Wrong Arm Of The Law (2/12/2000)
17. Honey, It's An Interplanetary, Extraordinary Life (2/19/2000)
18. Honey, I'm Spooked (2/26/2000)
19. Honey, Like Father, Like Son (4/29/2000)
20. Honey, Growing Up Is Hard To Do (5/6/2000)
21. Honey, I Shrink, Therefore I Am (5/13/2000)
22. Honey, Whodunit? (5/20/2000)

## Prijzen en nominaties
| Jaar | Prijs              | Categorie                                                             | Genomineerde(n)                                              | Uitslag     |
| ---- | ------------------ | --------------------------------------------------------------------- | ------------------------------------------------------------ | ----------- |
| 1999 | Daytime Emmy       | Outstanding Achievement in Sound Mixing                               | Bill Thiederman, Dean Okrand, Mike Brooks, Clancy Livingston | Genomineerd |
| 1999 | DGA Award          | Outstanding Directorial Achievement in Children's Programs            | Victoria Hochberg                                            | Genomineerd |
| 1999 | Golden Reel Award  | Best Sound Editing - Television Episodic - Sound Effects & Foley      | -                                                            | Genomineerd |
| 1999 | Young Artist Award | Best Performance in a TV Drama or Comedy Series - Leading Young Actor | Thomas Dekker                                                | Genomineerd |
| 2000 | Daytime Emmy       | Outstanding Achievement in Sound Mixing                               | Bill Thiederman, Dean Okrand, Mike Brooks, Clancy Livingston | Gewonnen    |
| 2000 | Young Artist Award | Best Performance in a TV Comedy Series - Leading Young Actor          | Thomas Dekker                                                | Gewonnen    |
| 2001 | Daytime Emmy       | Outstanding Achievement in Sound Mixing                               | Clancy Livingston, Dean Okrand, Bill Thiederman, Mike Brooks | Gewonnen    |